# Tanner Richard
Tanner Richard, född 6 april 1993, är en schweizisk-kanadensisk professionell ishockeyforward som är kontrakterad till NHL-organisationen Tampa Bay Lightning och spelar för deras primära samarbetspartner Syracuse Crunch i American Hockey League (AHL). Han har tidigare spelat på lägre nivåer för Rapperswil-Jona Lakers i Nationalliga A (NLA) och Guelph Storm i Ontario Hockey League (OHL).
Richard draftades i tredje rundan i 2012 års draft av Tampa Bay Lightning som 71:a spelare totalt.
Han är son till den före detta ishockeyspelaren Mike Richard som spelade i NHL mellan 1987 och 1990.

## Statistik
| 2010–2011  | Rappersil-Jona Lakers | NLA        | 4   | 0  | 0  | 0   | 0   | —  | — | — | — | —  |
|            | EHC Wetzikon          | RL         | 9   | 2  | 4  | 6   | 66  | 2  | 3 | 4 | 7 | 0  |
| 2011–2012  | Guelph Storm          | OHL        | 43  | 13 | 35 | 48  | 46  | 6  | 1 | 4 | 5 | 6  |
| 2012–2013  | Guelph Storm          | OHL        | 52  | 11 | 51 | 62  | 94  | 5  | 0 | 3 | 3 | 6  |
|            | Syracuse Crunch       | AHL        | 8   | 0  | 3  | 3   | 6   | —  | — | — | — | —  |
| 2013–2014  | Syracuse Crunch       | AHL        | 65  | 2  | 15 | 17  | 95  | —  | — | — | — | —  |
| 2014–2015  | Syracuse Crunch       | AHL        | 70  | 13 | 25 | 38  | 135 | 2  | 1 | 0 | 1 | 2  |
| 2015–2016  | Syracuse Crunch       | AHL        | 71  | 11 | 43 | 54  | 57  | —  | — | — | — | —  |
| 2016–2017  | Tampa Bay Lightning   | NHL        | 2   | 0  | 0  | 0   | 2   | —  | — | — | — | —  |
|            | Syracuse Crunch       | AHL        | 22  | 7  | 10 | 17  | 19  | —  | — | — | — | —  |
| NHL totalt | NHL totalt            | NHL totalt | 2   | 0  | 0  | 0   | 2   | —  | — | — | — | —  |
| AHL totalt | AHL totalt            | AHL totalt | 236 | 33 | 96 | 129 | 312 | 2  | 1 | 0 | 1 | 2  |
| OHL totalt | OHL totalt            | OHL totalt | 95  | 24 | 86 | 110 | 140 | 11 | 1 | 7 | 8 | 12 |

### Internationellt
| År            | Lag           | Turnering     | Matcher | Mål | Assists | Poäng | Utv |
| ------------- | ------------- | ------------- | ------- | --- | ------- | ----- | --- |
| 2011          | Schweiz       | U18-VM        | 6       | 4   | 1       | 5     | 2   |
| 2012          | Schweiz       | Junior-VM     | 6       | 2   | 2       | 4     | 6   |
| 2013          | Schweiz       | Junior-VM     | 6       | 0   | 4       | 4     | 8   |
| Totalt otalt0 | Totalt otalt0 | Totalt otalt0 | 18      | 6   | 7       | 13    | 16  |